# Legio II Brittannica

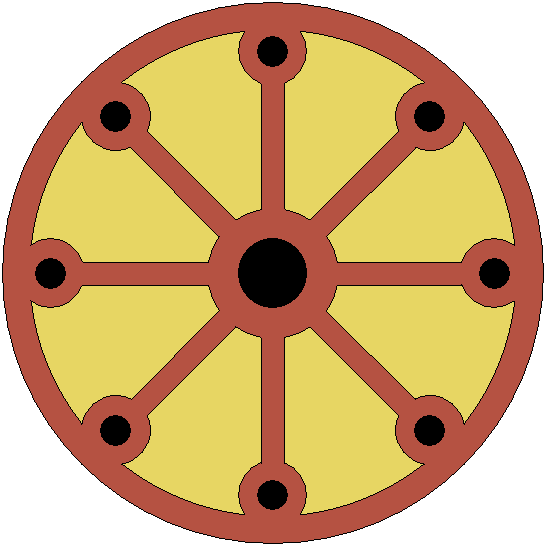
Legio Secunda Brittannica (h. 400)

La Legio II Brittannia (Primera legión «británica») fue una legión romana. Su existencia se conoce únicamente a través de la Notitia Dignitatum (h. 400), entre las legiones comitatenses (occ. V 241). Con toda probabilidad es la misma que el Secundani Brittones («Segundo de britones», occ. VII 84), dependiente del Magister equitum per Gallias («el jefe de la caballería en las Galias»). Se ha deferendido la hipótesis de que fue creada en los años 286 a 297, como una escisión de la II Augusta, acantonada en la costa de la isla de Britania para defenderla de los ataques de los piratas sajones. 